# .44 Special
.44 Special або .44 S&W Special — револьверний набій центрального запалення розроблений компанією Smith & Wesson в 1907 році як посилений і подовжений варіант боєприпасу .44 Russian. Відомий також під позначенням 10.5×29 мм R. Спочатку проектувався під револьвер Smith & Wesson Triple Lock. За балістичними характеристиками близький до набою .44 Russian, хоча вигідно відрізняється від нього використанням бездимного пороху. Швидко здобув визнання у США, але значною мірою втратив популярність у зв'язку з появою в 1950-х нового патрона .44 Magnum. Нині під цей калібр доступний широкий асортимент боєприпасів з кулями різної ваги. Варто відзначити, що зважаючи збігу масо-габаритних характеристик патрон .44 Special може використовуватися в більшості сучасних револьверів калібру .44 Magnum.